# Rivellia socialis
Rivellia socialis är en tvåvingeart som beskrevs av Osamu Namba 1956. Rivellia socialis ingår i släktet Rivellia och familjen bredmunsflugor. Inga underarter finns listade i Catalogue of Life.